# تامر ياداي
تامير ياداي هو لواء إسرائيلي (ألوف)، وهو حاليًا نائب رئيس أركان الجيش الإسرائيلي، كان قائدًا سابقًا لقيادة القوات البرية.

## السيرة
انضم ياداي إلى الجيش الإسرائيلي عام 1988، وانضم إلى الكتيبة 51 من لواء جولاني. تخرج من دورة تدريب الضباط كضابط قتالي وقائد مشاة. بعد ذلك، عاد إلى الكتيبة 51وعُيّن قائد فصيلة. بعد ذلك، عُيّن قائد سرية في الكتيبة ٥51 ثم عُيّن ملازمًا لقائد الكتيبة الثانية عشرة. خدم لاحقًا كضابط في لواء جولاني . ثم عُيّن رئيسًا لأركان نائب رئيس أركان جيش الدفاع الإسرائيلي، شاؤول موفاز.
في الأول من مارس/آذار 1998، رُقّي إلى رتبة مقدم وعُيّن قائدًا للكتيبة الثالثة عشرة. وخلال توليه المنصب، قاد قوةً في مطاردة إرهابي من حماس في منطقة الخليل، وأصيب في حادث تصادم. ونتيجةً لإصابته، أُعيد تعيينه قائدًا لوحدة "إيغوز" عام 2000، وقاد الوحدة للقتال في عملية السور الواقي، بما في ذلك حصار المقاطعة في رام الله والاستيلاء عليها .
في 3 يونيو 2002، تمت ترقيته إلى رتبة عقيد وعُيّن قائدًا للواء برعام وخدم في المنصب حتى عام 2004. بعد التخرج، عُيّن قائدًا للواء جولاني في 4 سبتمبر 2005، وقاد الفرقة، من بين أمور أخرى، خلال حرب لبنان الثانية بما في ذلك معركة بنت جبيل، حيث ضرب مقاتلو اللواء حوالي 40 إرهابيًا من حزب الله، وفي نهاية المعركة قاد عملية إنقاذ الثمانية الذين قُتلوا من الكتيبة 51. بسبب القيود الميزانية والعملياتية، خدم حتى 27 أغسطس 2008.
بعد عشرين عامًا من الخدمة في لواء غولاني، غادر للدراسة. في الأول من يوليو/تموز 2009، رُقّي إلى رتبة عميد وعُيّن قائدًا للفرقة الثمانين . في أغسطس/آب 2011، تولى قيادة قوات مكافحة الإرهاب التابعة للجيش الإسرائيلي والشرطة الإسرائيلية ، والتي استُدعيت إلى الفرقة عقب هجوم إرهابي في جنوب إسرائيل، قُتل فيه ستة من ضباط الشرطة المدنية وجندي، بالإضافة إلى 30 مدنيًا آخرين.
في 4 أبريل 2013 تم تعيينه قائداً لفرقة يشوع، وقاد الفرقة في عملية "الإخوة العائدون"، وظل في هذا المنصب حتى 5 أغسطس 2015.
في نهاية منصبه غادر للدراسة الأكاديمية. في 3 فبراير 2017، تمت ترقيته إلى رتبة لواء وفي 5 فبراير 2017 تولى منصبه كقائد لقيادة الجبهة الداخلية الإسرائيلية، وقادها خلال أول تفشي لفيروس كورونا في إسرائيل.
تم تعيين ياداي قائداً للقيادة المركزية في يوليو 2020. وفي أكتوبر 2021، تم تعيينه قائداً لقيادة القوات البرية .
في عام 2025، كان ياداي أحد المرشحين الثلاثة لخلافة هيرتسي هاليفي في منصب رئيس الأركان العامة، ولكن لم يُختَر في النهاية. ويُقال إنه من أبرز المرشحين لمنصب نائب رئيس الأركان العامة. وقد اختير في النهاية لهذا المنصب.